# Tymbarcha astuta
Tymbarcha astuta är en fjärilsart som beskrevs av Edward Meyrick 1912. Tymbarcha astuta ingår i släktet Tymbarcha och familjen vecklare. Inga underarter finns listade i Catalogue of Life.